# جيسي روبنز
جيسي روبنز (بالإنجليزية: Jesse Robbins)‏ هو عالم حاسوب أمريكي، ولد في 1978 في مانشستر باي ذا سي في الولايات المتحدة.